# Click (film)
Click (v slovenščini tudi Klik - za popolno življenje) je ameriška komedija iz leta 2006 z Adamom Sandlerjem v glavni vlogi. V njem Sander igra kot deloholični arhitekt Michael Newman, ki nekega dne dobi univerzalni daljinski upravljalnik, s katerim lahko upravlja svoje življenje.
Snemanje filma se je začelo v letu 2005, film sam je bil predvajan 23. junija 2006. Film je stal 82,5 milijona dolarjev in je zaslužil 240,7 milijona.

## Zgodba
Michael Newman je zagnan arhitekt, ki mu njegov šef John Ammer (David Hasselhoff) nalaga veliko dela, zaradi katerega pogosto zanemarja ženo Donno (Kate Beckinsale) in otroka Bena in Samantho.
Nekega dne Michael obišče trgovino verige Bed Bath & Beyond, da bi kupil univerzalni daljinski upravljalnik za TV. Med sprehajanjem med oddelki zaspi na postelji, ko pa se zbudi, pa opazi še eno zaprto sobo, v kateri sreča skrivnostnega izumitelja Mortyja, ki mu brezplačno izroči univerzalni daljinski upravljalnik in ga ob tem opozori, da ga ne more vrniti.
Po prihodu domov Michael ugotovi, da lahko poleg televizorja z njim krmili tudi vse ostale naprave. Še bolj je presenečen, ko ugotovi, da lahko z njim na enak način, kot TV program, krmili tudi svoj svet. Tako lahko z daljincem utiša domačega psa, presliši ženino nerganje, se vrne v preteklost in prevrti naprej dogodke, kjer se mu ne ljubi čakati. Tako začne daljinca uporabljati v svoj prid, saj z njegovo pomočjo preskoči prepire z ženo, družinske dogodke, prometne zastoje in tudi bolezen, da se lahko v miru posveti svojemu delu. Morty Michaela opozori, da pri tem prevrti naprej le svoj um brez spomina na pretekle dogodke v tem času, njegovo telo pa je medtem na avtopilotu in živi vsakdanje življenje v normalnem tempu. 
Ko Michael po večjem uspehu v službi verjame, da ga je Ammer povišal v partnerja podjetja, kupi otrokoma kolesa in ženi drago torbico. Žal mu Ammer pove, da ga še ni povišal, zato si daril ne more privoščiti in jih mora na žalost žene in otrok vrniti. Zaradi razočaranja družine uporabi daljinca, da preskoči obdobje do njegovega napredovanja v partnerja. Michael se v veri, da bo napredoval čez mesec ali dva, prestavi v čas, ko je imenovan za partnerja, vendar ugotovi, da je v tem času minilo dobro leto dni, da sta otroka na pragu pubertete in da z Donno zaradi težav v zakonu obiskujeta zakonskega terapevta. Ko se začneta prepirati, daljinec, ki se je medtem naučil Michaelovih želja, povzroči nov skok v prihodnost. Michael večkrat poskuša uničiti daljinca, vendar se ta vedno znova pojavi.
V službi Ammer pove, da načrtuje upokojitev in da bo Michael postal novi vodja divizije, sčasoma pa tudi generalni direktor podjetja. Daljinec zato Michaela samodejno prestavi 10 let v prihodnost, v tem času napreduje do mesta generalnega direktorja in postane zelo bogat, vendar obenem postane močno predebel in živi sam v luksuzni hiši. Po vrnitvi domov spozna, da se je Donna ločila od njega in je v razmerju z Billom, Benovim bivšim učiteljem plavanja, Ben je predebel enako kot on, oba s Samantho pa sta postala melanholična najstnika. Med prepirom z njimi na Michaela plane nov družinski pes, pri tem pa z glavo udari v steno in pade v komo. 
Daljinec na podlagi preskokov časa bolezni Michaela ponovno prestavi za 6 let v prihodnost, ko se zdrav zbudi iz kome. Opazi, da ni več debel, nakar mu Donna pojasni, da je to rezultat liposukcije, in da je v tem času prestal tudi zdravljenje raka in doživel srčni infarkt. Z Donno se ponovno začneta prepirati, zato daljinec Michaela spet prestavi v prihodnost. Njegov sin Ben je zdaj odrasel, njegov partner v podjetju in tudi on je ponovno vitek, kot rezultat telovadbe z Billom. 
Med pogovorom z Benom Michael izve, da je njegov oče Ted že nekaj časa pokojni. To Michaela zelo užalosti, zato se odloči prevrteti čas nazaj in se mu opravičiti na smrtni postelji, kar pa mu ne uspe. Pojavi se Morty in mu pove, da se ne more vrniti v čas očetove smrti, ker je bil takrat zaradi dela odsoten, zato se Michael vrne v čas, ko je očeta zadnjič videl. Tako ugotovi, da je ob očetovem obisku v njegovi pisarni nesramno zavrnil njegovo povabilo na večerjo, vendar mu je oče pokazal, da ga ima kljub njegovi osornosti zelo rad. Morty Michaelu razkrije, da je v resnici angel smrti in da je na Michaelovo veliko jezo on odpeljal njegovega očeta.
Zaradi občutka sramu in krivde Michael želi, da ga daljinec prestavi v lepšo prihodnost. Daljinec ga prestavi nekaj let v prihodnost in znajde se na Benovi poroki, kjer spet uspe zaplesati z bivšo ženo. Ko sliši, kako njegova hči Samantha Billa smatra kot očeta, zaradi šoka doživi nov srčni infarkt in se znajde v bolnici, kjer ga obiščejo Donna, Ben in Samantha. Ben mu pove, da bo prestavil medene tedne zaradi težav v firmi, preden jih medicinski tehnik pospremi iz sobe. Michael kljub Mortyjevemu opozorilu, da ga bo to stalo življenja, zbere zadnje moči, da steče za njimi, vendar se zgrudi na parkirišču, pove Benu, da ne sme dati delu prednosti pred družino, ostalim pa pove, da jih je vedno imel rad, nakar umre.
Michael zagleda belo svetlobo in se zbudi v postelji v trgovini Bed Bath & Beyond. Meni, da je sanjal, vendar to uporabi kot priložnost, da spremeni svoje življenje. Pobota se s starši in tudi z družino. A doma na pultu zopet najde daljinca z Mortyjevim sporočilom in ugotovi, da v resnici ni sanjal, temveč mu je Morty dal še eno priložnost. Morty daljinca vrže v koš, vendar se ta za razliko od prej ne pojavi več. 